# Lanthanomelissa clementis
Lanthanomelissa clementis är en biart som beskrevs av Urban 1996. Lanthanomelissa clementis ingår i släktet Lanthanomelissa och familjen långtungebin. Inga underarter finns listade i Catalogue of Life.